# Pattinaggio di figura ai XXIV Giochi olimpici invernali - Danza su ghiaccio
Le gare di danza su ghiaccio dei XXIV Giochi olimpici invernali si sono svolte dal 12 al 14 febbraio 2022 presso il Capital Indoor Stadium, a Pechino.

## Record
La tabella riassume la progressione dei record mondiali stabiliti durante la competizione:
| Data             | Record           | Atleti                                  | Nazione | Punti  | Note        |
| ---------------- | ---------------- | --------------------------------------- | ------- | ------ | ----------- |
| 12 febbraio 2022 | Programma corto  | Gabriella Papadakis / Guillaume Cizeron | Francia | 90.83  | [ 1 ] [ 2 ] |
| 14 febbraio 2022 | Punteggio totale | Gabriella Papadakis / Guillaume Cizeron | Francia | 226.98 | [ 3 ]       |

## Risultati

### Programma corto
| Pos.                                           | Atleta                                       | Nazione       | TSS   | TES   | PCS   | SS   | TR   | PE   | CH   | IN   | Ded  | StN |
| ---------------------------------------------- | -------------------------------------------- | ------------- | ----- | ----- | ----- | ---- | ---- | ---- | ---- | ---- | ---- | --- |
| 1                                              | Gabriella Papadakis / Guillaume Cizeron      | Francia       | 90.83 | 51.65 | 39.18 | 9.71 | 9.61 | 9.86 | 9.82 | 9.96 | 0.00 | 18  |
| 2                                              | Viktorija Sinicina / Nikita Kacalapov        | ROC           | 88.85 | 50.26 | 38.59 | 9.64 | 9.46 | 9.71 | 9.68 | 9.75 | 0.00 | 19  |
| 3                                              | Madison Hubbell / Zachary Donohue            | Stati Uniti   | 87.13 | 48.82 | 38.31 | 9.61 | 9.36 | 9.64 | 9.64 | 9.64 | 0.00 | 23  |
| 4                                              | Madison Chock / Evan Bates                   | Stati Uniti   | 84.14 | 46.39 | 37.75 | 9.36 | 9.25 | 9.50 | 9.57 | 9.50 | 0.00 | 20  |
| 5                                              | Aleksandra Stepanova / Ivan Bukin            | ROC           | 84.09 | 47.09 | 37.00 | 9.18 | 9.00 | 9.32 | 9.32 | 9.43 | 0.00 | 16  |
| 6                                              | Piper Gilles / Paul Poirier                  | Canada        | 83.52 | 46.17 | 37.35 | 9.32 | 9.18 | 9.46 | 9.36 | 9.36 | 0.00 | 21  |
| 7                                              | Charlène Guignard / Marco Fabbri             | Italia        | 82.68 | 45.85 | 36.83 | 9.14 | 9.04 | 9.32 | 9.29 | 9.25 | 0.00 | 22  |
| 8                                              | Laurence Fournier Beaudry / Nikolaj Sørensen | Canada        | 78.54 | 43.89 | 34.65 | 8.68 | 8.46 | 8.71 | 8.71 | 8.75 | 0.00 | 15  |
| 9                                              | Olivia Smart / Adrián Díaz                   | Spagna        | 77.70 | 42.78 | 34.92 | 8.61 | 8.50 | 8.82 | 8.79 | 8.93 | 0.00 | 14  |
| 10                                             | Lilah Fear / Lewis Gibson                    | Gran Bretagna | 76.45 | 41.70 | 34.75 | 8.54 | 8.43 | 8.82 | 8.79 | 8.86 | 0.00 | 17  |
| 11                                             | Kaitlin Hawayek / Jean-Luc Baker             | Stati Uniti   | 74.58 | 40.80 | 33.78 | 8.36 | 8.21 | 8.54 | 8.50 | 8.61 | 0.00 | 13  |
| 12                                             | Wang Shiyue / Liu Xinyu                      | Cina          | 73.41 | 40.16 | 33.25 | 8.29 | 8.14 | 8.43 | 8.39 | 8.32 | 0.00 | 11  |
| 13                                             | Marjorie Lajoie / Zachary Lagha              | Canada        | 72.59 | 39.67 | 32.92 | 8.18 | 8.00 | 8.36 | 8.32 | 8.29 | 0.00 | 12  |
| 14                                             | Diana Davis / Gleb Smolkin                   | ROC           | 71.66 | 39.31 | 32.25 | 7.96 | 7.86 | 8.21 | 8.11 | 8.29 | 0.00 | 9   |
| 15                                             | Natalia Kaliszek / Maksym Spodyriev          | Polonia       | 70.32 | 39.51 | 30.81 | 7.57 | 7.57 | 7.71 | 7.86 | 7.79 | 0.00 | 7   |
| 16                                             | Juulia Turkkila / Matthias Versluis          | Finlandia     | 68.23 | 38.14 | 31.09 | 7.79 | 7.54 | 7.93 | 7.79 | 7.82 | 1.00 | 2   |
| 17                                             | Natálie Taschlerová / Filip Taschler         | Rep. Ceca     | 67.22 | 37.07 | 30.15 | 7.57 | 7.29 | 7.57 | 7.61 | 7.64 | 0.00 | 4   |
| 18                                             | Maria Kazakova / Georgy Reviya               | Georgia       | 67.08 | 37.17 | 29.91 | 7.43 | 7.21 | 7.54 | 7.57 | 7.64 | 0.00 | 8   |
| 19                                             | Tina Garabedian / Simon Proulx-Sénécal       | Armenia       | 65.87 | 35.57 | 30.30 | 7.57 | 7.36 | 7.71 | 7.61 | 7.61 | 0.00 | 10  |
| 20                                             | Oleksandra Nazarova / Maksim Nikitin         | Ucraina       | 65.53 | 35.44 | 30.09 | 7.54 | 7.50 | 7.50 | 7.50 | 7.57 | 0.00 | 3   |
| Coppie non qualificate per il programma libero |                                              |               |       |       |       |      |      |      |      |      |      |     |
| 21                                             | Katharina Müller / Tim Dieck                 | Germania      | 65.47 | 35.56 | 29.91 | 7.43 | 7.29 | 7.64 | 7.54 | 7.50 | 0.00 | 1   |
| 22                                             | Misato Komatsubara / Tim Koleto              | Giappone      | 65.41 | 35.58 | 29.83 | 7.46 | 7.25 | 7.54 | 7.54 | 7.50 | 0.00 | 6   |
| 23                                             | Paulina Ramanauskaitė / Deividas Kizala      | Lituania      | 58.35 | 32.49 | 25.86 | 6.54 | 6.18 | 6.61 | 6.54 | 6.43 | 0.00 | 5   |

### Programma libero
| Pos. | Atleta                                       | Nazione       | TSS    | TES   | PCS   | SS   | TR   | PE   | CH    | IN   | Ded  | StN |
| ---- | -------------------------------------------- | ------------- | ------ | ----- | ----- | ---- | ---- | ---- | ----- | ---- | ---- | --- |
| 1    | Gabriella Papadakis / Guillaume Cizeron      | Francia       | 136.15 | 76.75 | 59.40 | 9.82 | 9.79 | 9.96 | 10.00 | 9.93 | 0.00 | 20  |
| 2    | Viktorija Sinicina / Nikita Kacalapov        | ROC           | 131.66 | 73.43 | 58.23 | 9.71 | 9.61 | 9.75 | 9.71  | 9.75 | 0.00 | 19  |
| 3    | Madison Hubbell / Zachary Donohue            | Stati Uniti   | 130.89 | 73.56 | 58.33 | 9.75 | 9.57 | 9.82 | 9.68  | 9.79 | 1.00 | 18  |
| 4    | Madison Chock / Evan Bates                   | Stati Uniti   | 130.63 | 72.59 | 58.04 | 9.50 | 9.54 | 9.68 | 9.89  | 9.75 | 0.00 | 17  |
| 5    | Charlène Guignard / Marco Fabbri             | Italia        | 124.37 | 69.22 | 55.15 | 9.14 | 9.07 | 9.29 | 9.21  | 9.25 | 0.00 | 14  |
| 6    | Olivia Smart / Adrián Díaz                   | Spagna        | 121.41 | 67.71 | 53.70 | 8.75 | 8.68 | 9.14 | 9.11  | 9.07 | 0.00 | 12  |
| 7    | Piper Gilles / Paul Poirier                  | Canada        | 121.26 | 66.19 | 55.07 | 9.14 | 9.04 | 9.21 | 9.21  | 9.29 | 0.00 | 15  |
| 8    | Aleksandra Stepanova / Ivan Bukin            | ROC           | 120.98 | 65.34 | 55.64 | 9.25 | 9.18 | 9.18 | 9.46  | 9.29 | 0.00 | 16  |
| 9    | Lilah Fear / Lewis Gibson                    | Gran Bretagna | 115.19 | 63.21 | 51.98 | 8.50 | 8.39 | 8.82 | 8.79  | 8.82 | 0.00 | 11  |
| 10   | Kaitlin Hawayek / Jean-Luc Baker             | Stati Uniti   | 115.16 | 62.99 | 52.17 | 8.61 | 8.54 | 8.75 | 8.68  | 8.89 | 0.00 | 10  |
| 11   | Laurence Fournier Beaudry / Nikolaj Sørensen | Canada        | 113.81 | 61.05 | 52.76 | 8.75 | 8.61 | 8.86 | 8.86  | 8.89 | 0.00 | 13  |
| 12   | Wang Shiyue / Liu Xinyu                      | Cina          | 111.01 | 61.34 | 50.67 | 8.39 | 8.25 | 8.54 | 8.50  | 8.54 | 1.00 | 9   |
| 13   | Marjorie Lajoie / Zachary Lagha              | Canada        | 108.43 | 58.93 | 49.50 | 8.18 | 7.96 | 8.39 | 8.36  | 8.36 | 0.00 | 8   |
| 14   | Diana Davis / Gleb Smolkin                   | ROC           | 108.16 | 59.77 | 48.39 | 7.89 | 7.75 | 8.25 | 8.25  | 8.18 | 0.00 | 7   |
| 15   | Juulia Turkkila / Matthias Versluis          | Finlandia     | 105.65 | 58.07 | 47.58 | 7.82 | 7.54 | 8.14 | 8.11  | 8.04 | 0.00 | 5   |
| 16   | Tina Garabedian / Simon Proulx-Sénécal       | Armenia       | 101.16 | 55.74 | 45.42 | 7.54 | 7.32 | 7.71 | 7.64  | 7.64 | 0.00 | 2   |
| 17   | Natálie Taschlerová / Filip Taschler         | Rep. Ceca     | 101.10 | 55.42 | 45.68 | 7.68 | 7.39 | 7.64 | 7.71  | 7.64 | 0.00 | 4   |
| 18   | Oleksandra Nazarova / Maksim Nikitin         | Ucraina       | 97.34  | 52.30 | 45.04 | 7.43 | 7.39 | 7.46 | 7.61  | 7.64 | 0.00 | 1   |
| 19   | Maria Kazakova / Georgy Reviya               | Georgia       | 97.25  | 52.21 | 45.04 | 7.43 | 7.39 | 7.43 | 7.71  | 7.57 | 0.00 | 3   |
| 20   | Natalia Kaliszek / Maksym Spodyriev          | Polonia       | 96.99  | 54.26 | 44.73 | 7.32 | 7.46 | 7.32 | 7.64  | 7.54 | 2.00 | 6   |

### Classifica finale
| Pos.                              | Atleta                                       | Nazione       | Punti totali | PC | PC    | PL | PL     |
| --------------------------------- | -------------------------------------------- | ------------- | ------------ | -- | ----- | -- | ------ |
| Oro                               | Gabriella Papadakis / Guillaume Cizeron      | Francia       | 226.98       | 1  | 90.83 | 1  | 136.15 |
| Argento                           | Viktorija Sinicina / Nikita Kacalapov        | ROC           | 220.51       | 2  | 88.85 | 2  | 131.66 |
| Bronzo                            | Madison Hubbell / Zachary Donohue            | Stati Uniti   | 218.02       | 3  | 87.13 | 3  | 130.89 |
| 4                                 | Madison Chock / Evan Bates                   | Stati Uniti   | 214.77       | 4  | 84.14 | 4  | 130.63 |
| 5                                 | Charlène Guignard / Marco Fabbri             | Italia        | 207.05       | 7  | 82.68 | 5  | 124.37 |
| 6                                 | Aleksandra Stepanova / Ivan Bukin            | ROC           | 205.07       | 5  | 84.09 | 8  | 120.98 |
| 7                                 | Piper Gilles / Paul Poirier                  | Canada        | 204.78       | 6  | 83.52 | 7  | 121.26 |
| 8                                 | Olivia Smart / Adrián Díaz                   | Spagna        | 199.11       | 9  | 77.70 | 6  | 121.41 |
| 9                                 | Laurence Fournier Beaudry / Nikolaj Sørensen | Canada        | 192.35       | 8  | 78.54 | 11 | 113.81 |
| 10                                | Lilah Fear / Lewis Gibson                    | Gran Bretagna | 191.64       | 10 | 76.45 | 9  | 115.19 |
| 11                                | Kaitlin Hawayek / Jean-Luc Baker             | Stati Uniti   | 189.74       | 11 | 74.58 | 10 | 115.16 |
| 12                                | Wang Shiyue / Liu Xinyu                      | Cina          | 184.42       | 12 | 73.41 | 12 | 111.01 |
| 13                                | Marjorie Lajoie / Zachary Lagha              | Canada        | 181.02       | 13 | 72.59 | 13 | 108.43 |
| 14                                | Diana Davis / Gleb Smolkin                   | ROC           | 179.82       | 14 | 71.66 | 14 | 108.16 |
| 15                                | Juulia Turkkila / Matthias Versluis          | Finlandia     | 173.88       | 16 | 68.23 | 15 | 105.65 |
| 16                                | Natálie Taschlerová / Filip Taschler         | Rep. Ceca     | 168.32       | 17 | 67.22 | 17 | 101.10 |
| 17                                | Natalia Kaliszek / Maksym Spodyriev          | Polonia       | 167.31       | 15 | 70.32 | 20 | 96.99  |
| 18                                | Tina Garabedian / Simon Proulx-Sénécal       | Armenia       | 167.03       | 19 | 65.87 | 16 | 101.16 |
| 19                                | Maria Kazakova / Georgy Reviya               | Georgia       | 164.33       | 18 | 67.08 | 19 | 97.25  |
| 20                                | Oleksandra Nazarova / Maksim Nikitin         | Ucraina       | 162.87       | 20 | 65.53 | 18 | 97.34  |
| Eliminati dopo il programma corto |                                              |               |              |    |       |    |        |
| 21                                | Katharina Müller / Tim Dieck                 | Germania      |              | 21 | 65.47 |    |        |
| 22                                | Misato Komatsubara / Tim Koleto              | Giappone      |              | 22 | 65.41 |    |        |
| 23                                | Paulina Ramanauskaitė / Deividas Kizala      | Lituania      |              | 23 | 58.35 |    |        |